# Sargento Getúlio
Sargento Getúlio és una pel·lícula brasilera dramàtica de 1983 dirigida per Hermanno Penna i protagonitzada per Lima Duarte, Fernando Bezerra i Orlando Vieira. Està basada en la novel·la homònima de João Ubaldo Ribeiro, qui també va coescriure el guió.El novembre de 2015 la pel·lícula va entrar a la llista feta per l'Associação Brasileira de Críticos de Cinema (Abraccine) de les 100 millors pel·lícules brasileres de tots els temps.

## Sinopsi
La pel·lícula explica la història d'en Getúlio, un sergent groller que té la missió de portar un presoner, enemic polític del seu cap Paulo Afonso, a Aracaju. A mig camí, a causa d'un canvi en el panorama polític, el sergent rep l'ordre d'alliberar el presoner, però pel seu tarannà negatiu al canvi, decideix acabar la missió que se li encomana, encara que hagi de matar per completar-la.

## Repartiment
- Lima Duarte.... Getúlio
- Orlando Vieira .... Amaro
- Fernando Bezerra .... Prisioneiro
- Flávio Porto .... Padre
- Antônio Leite .... Tenente
- Ignês Maciel Santos .... Luzinete
- Amaral Cavalcanti .... Elevaldo
- Otávio Sales Fillho .... Nestor
- Marieta Fontes .... Ozonira
- Márcia de Lima .... Filha de Nestor
- Ethel Muniz .... Emissário
- Carlos Rocha .... Emissário

## Recepció
Al Festival de Gramado de 1983, va guanyar el premi a la millor pel·lícula, mentre que Duarte i Vieira van guanyar el millor actor i el millor actor secundari respectivament. Duarte també va guanyar el premi al millor actor al 5è Festival Internacional del Nou Cinema Llatinoamericà de l'Havana. Sargento Getúlio va ser nominada al premi a la millor pel·lícula al 13è Festival Internacional de Cinema de Moscou.